# Belforte (Varese)
Belforte (Belfòrt in dialetto varesotto) è un quartiere della città di Varese situato nella parte orientale del capoluogo lombardo, attraversato dall'omonimo viale che risulta essere una delle arterie principali della città, collegandola con Malnate e dunque il Comasco ed i valichi svizzeri.
Il rione è attraversato dal torrente Vellone che, nei pressi di Malnate, sfocia nell'Olona. Attualmente, si stima che il quartiere ospiti circa 6 000 abitanti.
La chiesa parrocchiale è intitolata alla Madonna della Speranza e della Pace, ma è più semplicemente conosciuta come chiesa del Lazzaretto, per essere stata utilizzata come luogo di degenza dei contagiati durante la grande peste del Seicento. Nell'edificio troviamo una tela rappresentante la Vergine e San Maderno, con tutta probabilità dipinta nel XVII secolo da Federico Bianchi.
Su una collinetta sovrastante il quartiere è ubicato l'omonimo castello.
Il quartiere fu teatro di grandi combattimenti durante la seconda guerra di indipendenza fra i Cacciatori delle Alpi di Giuseppe Garibaldi, che si era acquartierato proprio presso il castello, e le truppe austriache del generale Karl von Urban (la cosiddetta "Battaglia di Varese", svoltasi il 26 maggio del 1859).